# Beany e Cecil
Beany e Cecil é um desenho americano criado em 1962 e foi exibido naquele país pela TV ABC até 1967. É protagonizado por um garoto lourinho.  
Beany, e seu amigo Cecil, uma serpente marinha. Por ser bastante interessante, ficou conhecido por fãs em toda a parte.
A atração, que contou com 76 episódios, foi exibida inicialmente nos anos 80 pelo SBT e posteriormente pelas emissoras Record e TV Corcovado, canal 9, do Rio de Janeiro.
Junto com Os Jetsons e Os Flintstones, foi uma das primeiras séries de televisão à cores da rede de televisão ABC (nas primeiras apresentações, no entanto, foi originalmente exibido em preto e branco, já que ABC só produziria estes programas colorizados a partir de setembro de 1962). 

## História
Beany e Cecil foi criado pelo animador Bob Clampett depois que ele deixou a Warner Bros., onde tinha dirigido  desenhos de pequena duração. Clampett já tivera a ideia de Cecil quando ainda era um menino, depois de ver em 1925, a adaptação de O Mundo Perdido de Arthur Conan Doyle.